# 等效半徑
等效半徑（或平均半徑）是在應用科學中具有與非圓形或非球形物體相同周長、面積或體積的圓或球體的半徑。等效直徑（或平均直徑）（{\displaystyle D}）是等效半徑的兩倍。

## 周長等效值

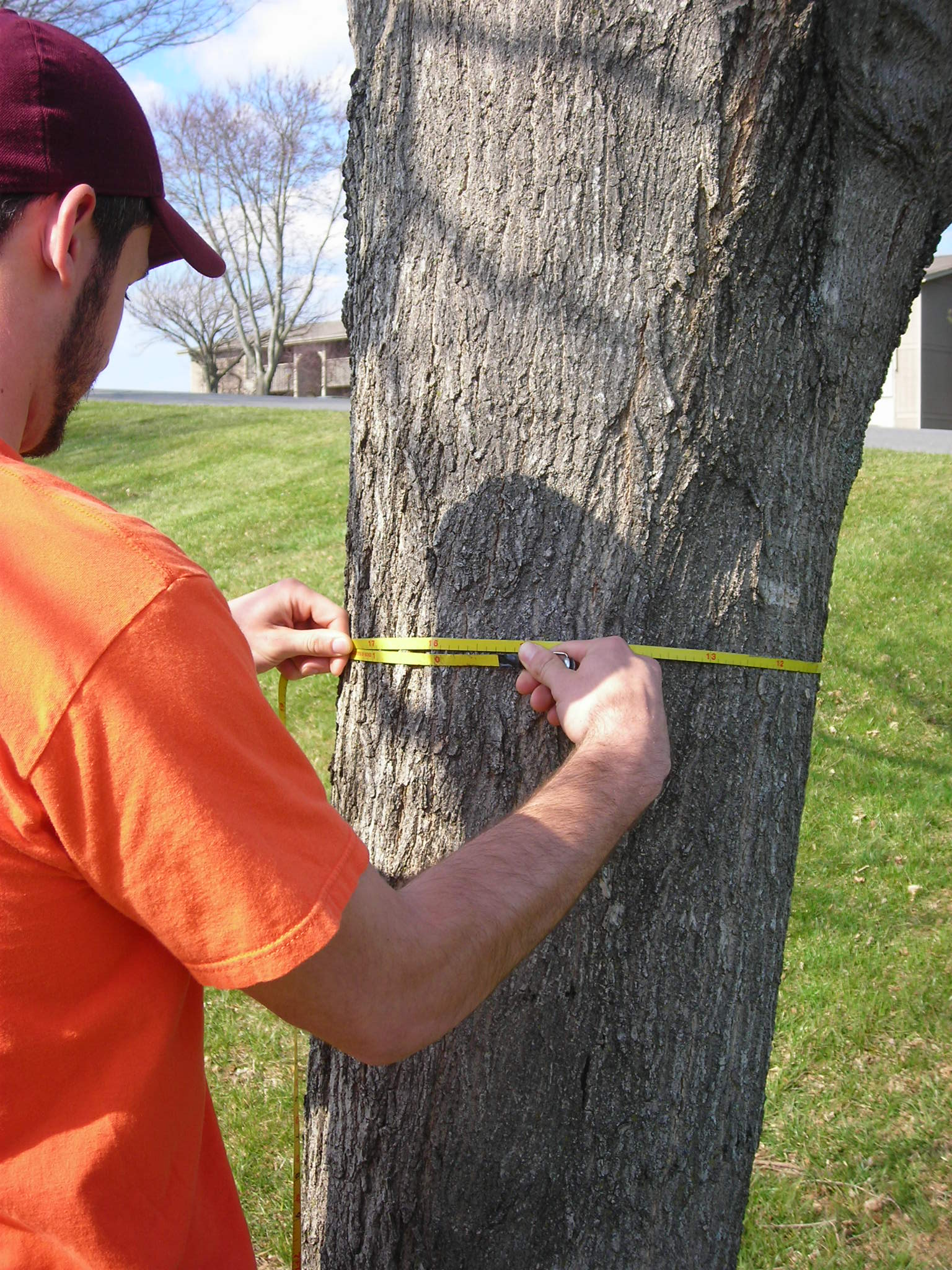
用校準的卷尺顯示胸徑，量測樹木的周長（假設膠帶呈圓形）。

半徑「R」的圓周長是{\displaystyle 2\pi R}。給定非圓形對象「P」的周長，可以通過設定來計算其「周長等效半徑」：
{\displaystyle P=2\pi R_{\text{mean}}}
或者，另一種選擇是：
{\displaystyle R_{\text{mean}}={\frac {P}{2\pi }}}
例如，邊長為「L」的正方形，周長為{\displaystyle 4L}。將周長設定為等於圓的周長意味著
{\displaystyle R_{\text{mean}}={\frac {2L}{\pi }}\approx 0.6366L}
應用：
- 美國帽子尺寸是以英寸為單位的頭部周長除以π，四捨五入到最接近的1/8英寸。這對應於1D的平均直徑[1]。
- 胸徑（英语：Diameter at breast height）是樹幹的周長，在4.5英尺的高度量測，除以π。這對應於1D的平均直徑。它可以直接用圍帶（英语：Girthing tape）量測[2]。

## 等效面積

梯形明渠的橫截面積，紅色突出顯示了水與河道接觸的濕潤周長。水力直徑是具有與濕潤周長相同周長的等效圓形配置。

半徑為「R」的圓面積為{\displaystyle \pi R^{2}}。給定非圓形對象「A」的面積，可以通過設定來計算其面積等效半徑：
{\displaystyle A=\pi R_{\text{mean}}^{2}}
或者，另一種選擇是：
{\displaystyle R_{\text{mean}}={\sqrt {\frac {A}{\pi }}}}
通常考慮的面積是橫截面的面積。
例如，邊長為「L」的正方形的面積為{\displaystyle L^{2}}。將該面積設定為等於圓的面積意味著
{\displaystyle R_{\text{mean}}={\sqrt {\frac {1}{\pi }}}L\approx 0.3183L}
類似地，具有半長軸{\displaystyle a}和半短軸{\displaystyle b}的橢圓 有著平均半徑{\displaystyle R_{\text{mean}}={\sqrt {a\cdot b}}}。
對於一個圓，其{\displaystyle a=b}，這簡化為{\displaystyle R_{\text{mean}}=a}。
應用：
- 水力直徑的定義類似於管道「A」的橫截面積的4倍，除以其「濕」周長「P」。對於半徑為「R」的圓形管道，在滿流狀態下，這是

{\displaystyle D_{\text{H}}={\frac {4\pi R^{2}}{2\pi R}}=2R}
正如人們所料。這相當於上述2D平均直徑的定義。然而，由於歷史原因，水力半徑被定義為管道的橫截面積「A」除以其濕潤周常「P」，這導致{\displaystyle D_{\text{H}}=4R_{\mathbb {H} }}，水力半徑是二維平均半徑的「一半」。
- 在建築的骨料分類中，等效直徑是「具有相等骨料截面積的圓的直徑」，通過{\displaystyle D=2{\sqrt {\frac {A}{\pi }}}}計算得出。它被用於許多數字影像處理程式中[4]。

## 等效體積

球體（頂部）、旋轉橢球體（左側）和三軸橢球體（右側）。

半徑為「R」的球體體積為{\displaystyle {\frac {4}{3}}\pi R^{3}}。給定非球形物體「V」的體積，可以通過設定來計算其體積等效半徑
{\displaystyle V={\frac {4}{3}}\pi R_{\text{mean}}^{3}}
或者，另一種選擇是：
{\displaystyle R_{\text{mean}}={\sqrt[{3}]{\frac {3V}{4\pi }}}}
例如，邊長為「L」的立方體的體積為{\displaystyle L^{3}}。將該體積設定為等於球體的體積意味著
{\displaystyle R_{\text{mean}}={\sqrt[{3}]{\frac {3}{4\pi }}}L\approx 0.6204L}
類似地，具有軸{\displaystyle a}、{\displaystyle b}和{\displaystyle c}的三軸橢球體的平均半徑{\displaystyle R_{\text{mean}}={\sqrt[{3}]{a\cdot b\cdot c}}}。旋轉橢球體的公式是以下情况的特例：{\displaystyle a=b}。同樣，具有軸{\displaystyle a}和{\displaystyle c}的扁球體或旋轉橢球體軸的平均半徑為{\displaystyle R_{\text{mean}}={\sqrt[{3}]{a^{2}\cdot c}}}。對於一個球體，其中{\displaystyle a=b=c}，這簡化為{\displaystyle R_{\text{mean}}=a}。
應用：
- 對於行星地球，它可以近似為一個半徑為6378.1 km和 6356.8 km，3D平均半徑為{\displaystyle R={\sqrt[{3}]{6378.1^{2}\cdot 6356.8}}=6371.0{\text{ km}}}[6]。

## 其它等價物
「真實半徑」是實體圖形（如橢球體）的表面積等效半徑。
密切圓和密切球面分別定義了平面圖形和實體圖形在特定切點處的曲率等效半徑。